# Искендерун (залив)
Искендерун или Александрета (на турски: İskenderun Körfez) е залив на Средиземно море, разположен в крайната му североизточна част, край южните брегове на Турция. Вдава се в сушата на 74 km, ширина до 46 km, дълбочина до 99 m (на входа). На югозапад линията между носовете Караташ на северозапад и Хънзър на югоизток го ограничава от открито море. Източните и югоизточните му брегове са планински (планината Аманус), а северозападните – низинни. В западната му част се намира по-малкия залив Юмурталък и устието на река Джейхан. Приливите му са полуденонощни, с височина до 0,8 m. На източния му бряг е разположено пристанището на град Искендерун (Александрета).